# David Mitchell (Schauspieler)

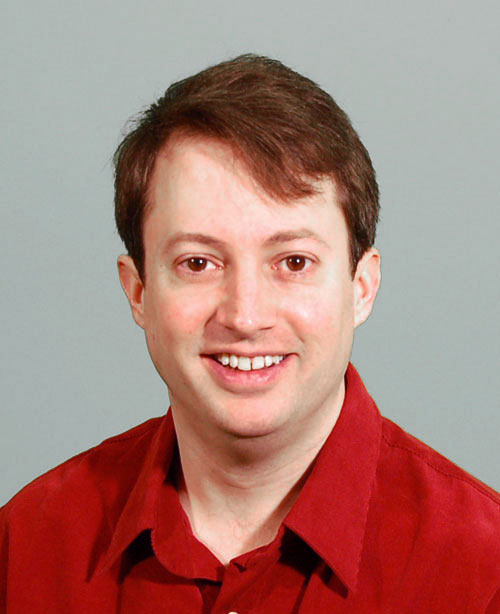
David Mitchell (2009)

David James Stuart Mitchell (* 14. Juli 1974 in Salisbury) ist ein britischer Komiker, Schauspieler, Moderator, Hörspielsprecher und Autor. Mit Robert Webb bildet er seit 1995 das Komikerduo Mitchell and Webb.

## Karriere
David Mitchell studierte Geschichte an der University of Cambridge. Dort wurde er Mitglied und von 1995 bis 1996 Präsident des renommierten studentischen Theaterclubs Footlights, wo er Robert Webb kennenlernte. Zusammen erarbeiteten sie ihr erstes Comedy-Programm für das Edinburgh Festival Fringe.

### Mitchell and Webb

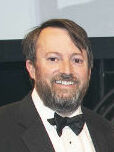
Mitchell (2019)

2001 begannen Mitchell und Webb ihre erste Sketch-Show The Mitchell and Webb Situation, die der Fernsehsender Play UK in sechs Folgen ausstrahlte. 2003 strahlte Channel 4 die erste Staffel der Sitcom Peep Show aus, die mehrere Preise gewann und die am längsten laufende Serie des Senders wurde. 2010 wurden die achte und neunte Staffel in Auftrag gegeben, die 2012 und 2015 ausgestrahlt wurden. Im Dezember 2015 endete Peep Show nach zwölf Jahren und 54 Episoden.
2005 knüpften Mitchell und Webb an ihre Sketch-Show an und nahmen die erste Staffel der von ihnen selbst geschriebenen Radioserie That Mitchell and Webb Sound auf, die von 2005 bis 2009 von BBC Radio 4 gesendet wurde. Die Serie wurde als That Mitchell and Webb Look in vier Staffeln für das Fernsehen adaptiert. 2006 unternahmen sie eine Live-Tournee unter dem Namen The Two Faces of Mitchell and Webb.
2007 erschien der Kinofilm Die Magier – Nichts als fauler Zauber (Magicians), in dem Mitchell und Webb ein Bühnenzauberer-Duo spielen. Im selben Jahr nahmen sie die Radio-Sitcom Daydream Believers auf, in der Mitchell und Webb die Hauptrollen spielten.
2009 veröffentlichte das Duo das Buch This Mitchell and Webb Book.
2013 waren Mitchell und Webb in dem Dramedy-Dreiteiler Ambassadors auf BBC Two zu sehen. Von 2017 bis 2021 lief die Sitcom Back auf Channel 4, in der er neben Robert Webb die Hauptrolle spielte. Die Serie umfasste zwei Staffeln.

### Weitere Projekte
Neben seiner Arbeit mit Robert Webb war David Mitchell in diversen Fernsehserien zu sehen. 2007 spielte er eine kleine Rolle in dem Film Hauptsache verliebt (I Could Never Be Your Woman). Außerdem arbeitete er als Drehbuchautor für BBC 2 und Synchronsprecher in der Serie Phineas und Ferb. Seit 2016 spielt Mitchell William Shakespeare in der BBC-Comedyserie Upstart Crow. 
David Mitchell tritt in verschiedenen Panel-Shows auf; unter anderem ist er ein häufiger Gast in der Quiz-Sendung QI mit Sandi Toksvig. 2006 war er neben Johnny Vaughan Teamkapitän in der Show Best of the Worst, seit 2007 neben Lee Mack in der Serie Would I Lie to You?. 2010 trat er erstmals als Moderator in der Fernsehsendung The Bubble auf. Seit 2007 moderiert Mitchell die Radiosendung The Unbelievable Truth. 2011 spielte Mitchell eine Nebenrolle in der im viktorianischen England spielenden Comedy-Serie The Bleak Old Shop of Stuff, in der Robert Webb die Hauptrolle spielte.
Mitchell schreibt eine wöchentliche Kolumne zu wechselnden Themen in den Zeitungen The Guardian und The Observer. Bis 2014 veröffentlichte er den Video-Podcast David Mitchell’s Soapbox auf der Plattform YouTube. Eine Auswahl seiner Kolumnen veröffentlichte er zudem 2014 unter dem Titel Thinking About It Only Makes It Worse und 2019 unter Dishonesty Is the Second-Best Policy: And Other Rules to Live By. Im September 2023 erschien mit Unruly: A History of England’s Kings and Queens Mitchells erstes Sachbuch, in dem er sich mit der Geschichte der englischen Monarchie bis Elizabeth I. auseinandersetzt.

## Auszeichnungen

### Gewonnen
BAFTA Awards
- 2007: Best Comedy Programme für That Mitchell and Webb Look, zusammen mit David Kerr, Gareth Edwards und Robert Webb
- 2009: Best Comedy Performance für Peep Show

British Comedy Awards
- 2007: Best TV Comedy Actor für Peep Show

Royal Television Society Awards
- 2008: Best Comedy Performance für Peep Show, zusammen mit Robert Webb

### Nominiert
BAFTA Awards
- 2008: Best Comedy Performance für Peep Show
- 2009: Best Comedy Programme für That Mitchell and Webb Look, zusammen mit David Kerr, Gareth Edwards und Robert Webb
- 2010: Best Male Performance in a Comedy Role für Peep Show
- 2011: Best Male Performance in a Comedy Role für Peep Show

British Comedy Awards
- 2005: Best Comedy Newcomer für Peep Show
- 2006: Best TV Comedy Actor für Peep Show
- 2008: Best Television Comedy Actor für Peep Show
- 2009: Best Sketch Show für That Mitchell and Webb Look, zusammen mit Robert Webb
- 2010: Best Male TV Comic, People’s Choice Award
- 2011: People’s Choice Award

Festival de Télévision de Monte-Carlo
- 2007: Outstanding Actor – Comedy Series für Peep Show
- 2008: Outstanding Actor – Comedy Series für That Mitchell and Webb Look

## Filmographie
Filme:
- 2007: Magicians
- 2007: Hauptsache verliebt
- 2015: Up All Night
- 2017: Gun Shy

Fernsehserien (Auswahl):
- 2000: Bruiser
- 2001: The Mitchell and Webb Situation
- 2003–2015: Peep Show
- 2006–2010: That Mitchell and Webb Look
- 2006: Blunder
- 2011–2012: The Bleak Old Shop of Stuff (2 Episoden)
- 2012: Doctor Who (1 Episode)
- 2013: Ambassadors
- 2016–2020: Upstart Crow
- 2017–2021: Back
- 2024: Ludwig

TV-Shows (Auswahl):
- 2005: FAQ U
- seit 2005: QI
- 2006: Best of the Worst
- 2005–2009: Mock the Week
- seit 2007: Would I Lie to You?

## Privatleben
Mitchell wohnt – wie auch Robert Webb – in Kilburn im Norden von London. Seit November 2012 ist er mit der Autorin, Moderatorin und Pokerspielerin Victoria Coren verheiratet.